# Lo Pison
Lo Pison (en francès Le Pizou) és un municipi francès situat al departament de la Dordonya i a la regió de la Nova Aquitània.

## Demografia
| 1962                                       | 1968  | 1975  | 1982  | 1990  | 1999  | 2007  |
| ------------------------------------------ | ----- | ----- | ----- | ----- | ----- | ----- |
| 1.035                                      | 1.037 | 1.251 | 1.255 | 1.172 | 1.095 | 1.186 |
| Des de 1962: població sense dobles comptes |       |       |       |       |       |       |

## Administració
| Període | Identitat       | Partit        |
| ------- | --------------- | ------------- |
| 1990-   | Lionel Vergnaud | Divers gauche |